# Saltuarius salebrosus
Espèce
Synonymes
- Phyllurus salebrosus Covacevich, 1975

Saltuarius salebrosus est une espèce de gecko de la famille des Carphodactylidae.

## Répartition
Cette espèce est endémique du Queensland en Australie.

## Description
Cette espèce atteint au maximum 140 mm sans la queue.

## Publication originale
- Covacevich, 1975 : A review of the genus Phyllurus (Lacertilia: Gekkonidae). Memoirs of the Queensland Museum, vol. 17, n. 2, p. 293-303.